# Gustav Adolf Wayss
Gustav Adolf Wayss (* 16. Oktober 1851 in Erbach (Donau), Württemberg; † 19. August 1917 in Waidhofen an der Ybbs, Niederösterreich) war ein Bauingenieur, ein Pionier des Eisen- und Stahlbetonbaus und Mitbegründer der Bauunternehmen Beton- und Monierbau und Wayss & Freytag.

## Leben
Der Sohn eines Bauunternehmers besuchte zunächst die Baugewerkschule und die Technische Hochschule Stuttgart und trat dann in den württembergischen Staatsbaudienst ein. Später wurde er in Österreich k. u. k. Baumeister. Er war am Bau des Gotthardtunnels beteiligt. Wayss gründete dann in Frankfurt am Main die Firma Diss & Wayss, die u. a. Betongehwege und wasserdichte Keller herstellte. Bei einer Studienreise nach Paris lernte er den Gärtner Joseph Monier kennen, der 1849 mit der Herstellung von Pflanztrögen und -kästen aus Beton begonnen hatte, in den er ein Drahtgeflecht eingelegt hatte.

## Leistungen
1885 erwarb er von den Firmen Freytag & Heidschuch, Neustadt an der Haardt, und Martenstein & Josseaux, Offenbach am Main, die Rechte am Patent Moniers über Eiseneinlagen in Zement für Norddeutschland und entwickelte das Prinzip in seinem Unternehmen G. A. Wayss & Cie weiter. Da gesicherte Erkenntnisse über das Zusammenspiel von Eisen und Beton fehlten, startete Wayss ein umfangreiches Versuchsprogramm, zu dem er namhafte Fachleute hinzuzog, unter anderen den Berliner Bauingenieur Mathias Koenen. Er führte zahlreiche Belastungstest durch und erforschte das Korrosionverhalten des in Zement eingebetteten Eisens. Er fand als erster heraus, dass der Beton den Druck und das Eisen den Zug aufzunehmen hat und deshalb die Bewehrung in der Zugzone des Betons liegen muss. Außerdem initiierte er die Entwicklung von Theorien zur Berechnung des notwendigen Bewehrungsquerschnittes. 1887 veröffentlichte Wayss seine Forschungsergebnisse im Buch Das System Monier, Eisengerippe mit Zementumhüllung, an dem Koenen wohl einen erheblichen Anteil hatte, und ebnete der Betonbauweise im deutschsprachigen Raum den Weg. Nach dem Ausscheiden von Diss im Jahre 1889 brachte er sein Unternehmen in die zusammen mit Mathias Koenen gegründete Actien-Gesellschaft für Monierbauten vormals G.A. Wayss & Co. ein, der späteren Beton- und Monierbau A-G, aus der er sich aber 1893 zurückzog.
1890 kaufte er von Conrad Freytag dessen Unternehmen Freytag & Heidschuch (der 1884 die Rechte an Moniers Patent für Süddeutschland erworben hatte). Nachdem Heidschuch 1891 verstorben war, kaufte sich Conrad Freytag 1893 wieder in das Unternehmen ein, das als Wayss & Freytag oHG weitergeführt wurde und mit der neuen Technik bahnbrechende Bauten in Europa und Übersee errichtete. Wayss zog 1903 von Berlin nach Wien, wo er die Firma G. A. Wayss & Cie. gründete und zum k. u. k. Baurat ernannt wurde.

## Tod
Gustav Adolf Wayss starb 1917 im Alter von 65 Jahren und wurde auf dem Evangelischen Kirchhof Nikolassee in Berlin beigesetzt. Das Grab ist nicht erhalten.

## Schriften
- Das System Monier (Eisengerippe mit Zementumhüllung) in seiner Anwendung auf das gesamte Bauwesen. 1887.